# Opération Barras
 (décembre 2013).
Guerre civile sierra-léonaise
L’opération Barras est une opération menée par les forces spéciales britanniques en Sierra Leone le 10 septembre 2000, dans le but de libérer 5 militaires retenus en otage par les membres des « West Side Boys », un des groupes rebelles engagés dans la guerre civile sierra-léonaise.

## Contexte
Après son indépendance le 27 avril 1961, le Sierra Leone est marqué par une forte instabilité et plusieurs coups d’État tout au long de la deuxième moitié du XXe siècle. Au début des années 1990, le Revolutionary United Front (RUF) entre au Sierra Leone depuis le Liberia et entame des actions de guérilla contre le gouvernement sierraléonais. Celles-ci dégénèrent rapidement en guerre civile, alimentée financièrement par le trafic des diamants de sang. En mai 1997, le gouvernement d’Ahmad Tejan Kabbah élu en 1996 et soutenu par le Royaume-Uni est renversé par un coup d’état militaire dirigé par Johnny Paul Koroma. Ce dernier s’allie au RUF et les deux forces se rendent coupables dans les mois qui suivent d’un grand nombre de massacres et d’exécutions.
De son côté, Ahmad Tejan Kabbah obtient le soutien de la communauté internationale, ainsi que l’intervention militaire de l’Economic Community of West African States Cease-fire Monitoring Group (ECOMOG), qui réinstaure le gouvernement légitime en 10 mars 1998. Ni cette intervention, ni un accord conclu en 1999 pour introduire le RUF au gouvernement ne mettent fin aux violences de la part de ce groupe. Finalement le conseil de sécurité des Nations unies passe en octobre 1999 la résolution 1270 créant la Mission des Nations unies en Sierra Leone (MINUSIL) avec pour mission de rétablir l’ordre dans le pays. La situation continue toutefois de se dégrader rapidement et au début de l’année 2000 la MINUSIL est pratiquement en déroute face au RUF. Face à l’éventualité d’une chute de la capitale Freetown, le Royaume-Uni lance le 5 mai l’opération Palliser, visant à faire évacuer les ressortissants britanniques du pays. En parallèle, d’autres forces britanniques se déploient dans le pays à partir du mois de juin afin de former les soldats des forces gouvernementales.
Le 25 août 2000, une patrouille de onze soldats du Royal Irish Regiment se rend dans le village de Magbeni afin de vérifier l’information que des membres d’un groupe armé local, les West Side Boys, avaient commencés à se rendre à la MINUSIL. Sur place, les soldats britanniques rencontrent effectivement une large troupe armée, qui est d’abord calme, mais devient rapidement hostile après l’arrivée de son chef, Foday Kallay. Encerclés et sans possibilité de se défendre sans risquer un massacre, les britanniques sont capturés sans combat et emmenés au quartier général de Kallay à Gberi Bana.
Dans les jours qui suivent, l'armée britannique obtient, par la négociation, la libération de six d'entre eux, mais les demandes des West Side Boys devenant de plus en plus irréalisables et craignant pour la vie des otages restants, le gouvernement britannique décide de lancer une opération de libération à l'aube du 10 septembre.

## Lieux
Magbeni et Gberi Bana sont deux hameaux situés de part-et-d’autre de la Rokel, à environ 50 km à vol d’oiseau au nord-est de Freetown. Gberi Bana se trouve sur la rive nord, à environ deux cents mètres en amont de Magbeni.

## Opération
Au sol, l'opération héliporté est menée principalement par le Special Air Service (SAS) et le Special Boat Service (SBS), avec une diversion effectuée par des parachutistes du 1er bataillon du régiment parachutiste (1 PARA) britannique. Durant l'assaut, au moins 25 rebelles sont tués ; le soldat Brad Tinnion du SAS est tué et douze autres militaires britanniques sont blessés tandis que 18 autres rebelles sont faits prisonniers, dont leur chef Foday Kallay.
Cette opération qui est la deuxième et dernière impliquant directement des forces britanniques en Sierra Leone, a permis de rétablir la confiance parmi les troupes britanniques déployées dans le pays et a entraîné une augmentation du soutien britannique à l'Organisation des Nations unies dans le pays.